# عبد النبي الكاظمي
الشيخ عبد النبي الكاظمي (1198 هـ ـ 1256 هـ)، عالم دين شيعي، فقيه ومحقق، وخبير بالأصول والحديث والرجال. وُلد في العام 1198هـ بمدينة الكاظمية في العراق، وهو جد السيد محسن الحكيم لأمه، بعد تحصيله للعلوم انتقل إلى جبل عامل، وحظي فيه بشهرة واسعة وكان معاصرا لحمد البيك الذي كان يعظّمه كثيرا، أقام في جويا حتى وافاته المنية ودفن فيها.

## اسمه ونسبه
هو الشيخ عبد النبي بن علي بن أحمد بن الجواد بن ربيعة من آل شيبة، وجميع آبائه إلى ربيعة من سدنة حرم الكاظميين، وأما الشيخ صاحب الترجمة فهو كاظمي المولد، المدني الشيبي الأصل، العاملي المسكن والمدفن. وهو السادن الخامس ويلقب بجامع السدانتين سدانة المرقد العلوي والكاظمي.

## أولاده
من أولاده:
- الشيخ جعفر بن الشيخ عبد النبي الكاظمي، المتوفى عام 1267 هـ.
- الشيخ محمد علي بن الشيخ عبد النبي الكاظمي: كان عالماً فاضلا أديباً شاعراً.[3]
- الشيخ أحمد بن الشيخ عبد النبي الكاظمي: ورث السدانة عن أبيه عن أجداده.واستمرت في نسل ولده محمد بن أحمد بن عبد النبي.

## دراسته
أخذ العلم في الكاظمية وفي النجف على عدد من الأعلام منهم:
- الشيخ خليل القزويني ، المعروف بزركش
- الشيخ أسد الله التستري الكاظمي
- السيّد محمّد رضا شبر
- الشيخ أحمد الأحسائي
- السيّد عبد الله شبر

## تلامذته
نذكر منهم ما يلي :
- الشيخ محمّد حسن آل ياسين
- الشيخ أحمد بن محمد بن أحمد بن محمد بن أحمد بن حسن بن محمد بن علي بن محمد بن حسين الحر العاملي: ولد عام 1207 هـ وتوفي عام 1245. تولّى منصب القضاء بعد أبيه ومن بعده تولى إبنه. يروي بالإجازة عن الشيخ عبد النبي الكاظمي وله منه إجازة.[5]

## هجرته إلى جبل عامل
هاجر من العراق بعد سنة 1244هـ وسكن قرية جويا من قرى بلاد بشارة في جبل عامل، ورأس في تلك البلاد وتزعّم وشهد له بالعلم والفضل علماء جبل عامل وأجلاّؤها. وكان اُمراء الجبل يعظمونه ويكرمونه، وصارت له مكانة سامية بين مختلف الطبقات وخصوصاً علماء الدين.

## ما قيل فيه
- قال خير الدين الزركلي في كتاب الأعلام: (عبد النبي بن علي بن أحمد الكاظمي، فاضل إمامي، من أهل محلّة الكاظمين في العراق مولده بها، وأصله من المدينة، ووفاته في قرية بجبل عامل، من كتبه تكملة نقد الرجال).
- قال عمر كحالة في معجم المؤلّفين: (عبد النبي بن علي بن أحمد بن عبد الجواد الكاظمي المدني الشيبي العاملي ، فقيه أُصولي ، محدّث متكلّم ، عارف بالرجال).
- قال السيّد محسن الأمين في أعيان الشيعة: (وكان عالماً فاضلاً، محقّقاً مدقّقاً متبحّراً ، خبيراً بالأُصول والفقه، والحديث والرجال ، له تأليف حسنة مفيدة).[1]
- قال عنه صاحب كتاب معارف الرجال: (كان ذا وجاهة وسمعة طيّبة، أديباً ينسب له الشعر الجيّد على قلّة، وكانت داره حافلة بالاُدباء وأهل العلم).[7]

## مؤلفاته
له عدد من المؤلفات في شتى العلوم الدينية ومنها:
1. تحفة المسافرين في آداب السفر
2. فصل الخطاب في أُصول الفقه
3. العقود المنثورة في كلّيات الفقه
4. رسالة في الرد على الأخبارية
5. منظومة في أُصول العقائد
6. توضيح خلاصة الحساب
7. الإقبال في عمل السنة
8. الغرّة في شرح الدرّة
9. شرح قواعد الأحكام: لم يكمل خرج منه إلى المبيضّة مجلد في الطهارة
10. تكملة نقد الرجال:وهو حاشية على كتاب نقد الرجال للمولى التفريشي
11. شرح المنظومة
12. الكشكول
13. المطاعن
14. مختصر ابن طاووس.

## وفاته
توفّي الشيخ الكاظمي في الخامس من ذي القعدة 1256هـ، بقرية جويا من قرى صور في لبنان، ودفن فيها.